# Signal (messenger)

Signal är en fri och krypterad meddelandeplattform grundad 2014. Appen Signal finns för Android och iOS. En desktop-version finns för Windows, macOS och Linux. Däremot finns inte en web-version. En desktop-version förutsätter en installation på en smartphone. Meddelanden krypteras med Signal-protokollet
Signal utvecklades och drivs av en ideell stiftelse. Målet för stiftelsen är att möjliggöra fritt utbyte av information för alla människor. Därför finansieras tjänsten bara genom gåvor med förpliktelsen att inte samla innehåll-data eller metadata för kommersiellt bruk. 2018 fick stiftelsen 50 miljoner US-dollar som startkapital av WhatsApp grundaren Brian Acton. 
För att vara snål med mängden av data använder Signal "Zero-Knowledge-principen". Operatören ska inte ha information om vem som kommunicerar när och med vem om vilket innehåll. Tekniskt finns det flera funktioner som realiserar det:
- Innehållet kan tack vare end-to-end-kryptering inte läsas av operatören eller tredje part.
- Användarens telefonbok laddas inte i klartext upp till operatören. Istället jämförs Hash-värden. I framtiden ska den processen dessutom krypteras.
- Då Signal krypterar avsändarens adress kan inte rekonstrueras vem som kommunicerade med vem[3].
- Användarprofiler som innehåller namn och möjligtvis bild, är krypterade och därför inte synligt för operatören utan bara för mottagaren.

Enligt en svensk undersökning 2022 hade fyra procent av de svenska internetanvändarna använt Signal under det senaste året och en procent av dem använde det varje dag.